# مارياني دينيكور
مارياني دينيكور (بالفرنسية: Marianne Denicourt)‏ هي ممثلة ومخرجة وكاتبة سيناريو فرنسية ولدت في يوم 14 مايو 1963 في مدينة باريس عاصمة فرنسا، بدأت التمثيل في سنة 1986 ومثلت في أكثر من 50 فيلم.

## روابط خارجية
- مارياني دينيكور على موقع IMDb (الإنجليزية)
- مارياني دينيكور على موقع ألو سيني (الفرنسية)
- مارياني دينيكور على موقع أول موفي (الإنجليزية)
- مارياني دينيكور على موقع قاعدة بيانات الأفلام السويدية (السويدية)
- مارياني دينيكور على موقع إن إن دي بي (الإنجليزية)
- مارياني دينيكور على موقع قاعدة بيانات الفيلم (الإنجليزية)
- مارياني دينيكور على موقع كينوبويسك (الروسية)